# Flow Natural
«Flow Natural» es una canción del cantante de reguetón puertorriqueño Tito El Bambino, la cantante de República Dominicana Deevani (acreditada como Inés) y el artista de reggae jamaiquino Beenie Man. Fue lanzado en 2006 como el segundo sencillo del álbum debut en solitario de Tito El Bambino, Top of the Line. La canción fue escrita por Beenie Man, Tito El Bambino y Francisco Saldaña; fue producido por Tainy, Luny Tunes y Nales. Su coro samplea «Chhadh Gayi Chhadh Gayi», una canción de la película de Bollywood de 2002 Chor Machaaye Shor .
La canción entró en la lista Billboard Hot Latin Songs en el puesto 10 el 5 de agosto de 2006.  "Flow Natural" alcanzó su punto máximo en esa lista el 30 de septiembre en el puesto 1.